# Benigna Cardoso da Silva
Benigna Cardoso da Silva, född 15 oktober 1928 i Santana do Cariri, död där 24 oktober 1941, var en brasiliansk romersk-katolsk flicka och jungfrumartyr. Hon förlorade sina föräldrar mycket tidigt och blev adopterad. År 1941 försökte en yngling tvinga sig på Benigna Cardoso da Silva och när hon kämpade emot högg han ihjäl henne med en machete. I januari 2013 förärades hon titeln Guds tjänare och i oktober 2019 blev hon vördnadsvärd.

### Webbkällor
- ”Beata Benigna Cardoso da Silva, vergine e martire” (på italienska). Santi e Beati. Arkiverad från originalet den 28 oktober 2019. https://archive.today/20191028022629/http://www.santiebeati.it/Detailed/98248.html. Läst 28 oktober 2018.
- ”Benigna Cardoso da Silva próxima Beata brasileira” (på portugisiska). Vatican News. 3 oktober 2019. Arkiverad från originalet den 28 oktober 2019. http://archive.md/1lcBd. Läst 28 oktober 2019.